# Baarsjesweg 136
Baarsjesweg 136 is een gebouw in aan de Baarsjesweg en Kostverlorenvaart te Amsterdam-West. Het werd op 17 september 2013 tot gemeentelijk monument (200678) verklaard.

## Geschiedenis
Het gebied maakte eeuwenlang deel uit van de gemeente Sloten. Die gemeente had grote gebieden in beheer die uitsluitend voor landbouw en veeteelt werden gebruikt, maar hier en daar stonden ook plukjes woningen. Zo ook tussen een vroege versie van de Wiegbrug, langs de Kostverlorenvaart tot het beginpunt van het Slatuinenpad. In vergadering van de gemeenteraad van februari 1905 en september 1905 vond de armlastige gemeente het tijd om een van die “woonkernen” De Baarsjes meer veiligheid te bieden in de vorm van een post met brandspuitmateriaal en politie met arrestantenlokaal en daarboven een woning voor de veldwachter. Daartoe werden enige huisjes uit de prestedelijke ontwikkeling van Amsterdam afgebroken vanaf genoemde plek tot aan de Admiraal de Ruijterweg, waarop de Electrische Spoorweg-Maatschappij reed. Tijdens die werkzaamheden werd ook het Slatuinenpad berijdbaar gemaakt. 
De Dienst Publieke Werken van Sloten ontwierp vervolgens een gebouw dat vanaf haar oplevering een anachronisme is. Eerst was ze als "modern gebouw" gelegen tussen allerlei losse gebouwtjes, vanaf 1927 werd ze belend door een portiekwoning van vijf etages hoog, typisch stedelijke bebouwing. In 1994 kwam er nieuwe bebouwing naar ontwerp van Marlies Rohmer aan de overzijde van de Slatuinenweg. In 1924 maakte het gebouwtje de overgang mee van Slatuinenpad naar Slatuinenweg.

## Gebouw
Vanwege de scherpe hoek tussen pad en vaart moest gebouwd worden op een zogenaamde taartpunt. Het gebouw heeft daarom een plattegrond van een trapezium. Boven twee bouwlagen werd een puntdak geplaatst met twee trapgeveltjes. Een van de trapgevels bevindt zich boven de smalste zijde (zuidkant) van het gebouw. Het biedt tevens plaats voor hijsbalk en luik met daaronder geplaatst een aantal vensters. De andere trapgevel is geplaatst in de voorgevel van het gebouw aan de Baarsjesweg en biedt ruimte aan een venster, vermoedelijk van een zolderetage. Het is geplaatst boven de rondboog van de stalling van de brandspuit. In die voorgevel zijn tevens twee deuren en een aantal ramen gesitueerd. Deze twee gevels zijn opgetrokken uit baksteen met banden en sluitstenen van natuursteen. Veel soberder is de achtergevel aan de Slatuinenweg. Deze is geheel van baksteen met slechts één deur met drie natuurstenen sluitsteentjes en een klein venster.
Aan die blinde gevel staat een verdeelkast van Pieter Lucas Marnette in de stijl van de Amsterdamse School.